# Amadou Toumani Touré
Amadou Toumani Touré (Mopti, Sudán francés; 4 de noviembre de 1948-Estambul, 10 de noviembre de 2020) fue un político maliense, presidente de la república de Malí desde 1991 hasta 1992 y nuevamente en 2002, derrocado por un golpe militar en 2012. Fue conocido como ATT por las iniciales de su nombre y apellidos, y también por su carácter afable, modesto y sensible a los padecimientos de las poblaciones sin recursos.

## Biografía
Nació el 4 de noviembre de 1948 en Mopti en una familia de origen arma. Entre 1966 y 1969 cursó en la Escuela Normal Secundaria de Badalabougou en Bamako para ser profesor de primaria, pero finalmente entró en el ejército integrando la escuela militar de Kati. Ascendió rápido en el cuerpo de paracaidistas y, tras varias sesiones de formación en Riazán, URSS y en el Centro Nacional de Entrenamiento de Comandos (CNEC) de Mont-Louis Francia, en 1984 fue nombrado capitán en el 33 Batallón de Paracaidistas y reclutado para la Guardia Presidencial. Traoré le puso al frente de este cuerpo de seguridad en 1981 y del batallón especial de comandos aerotransportados tres años después. Ascendido ya a teniente coronel, asistió a un curso avanzado de capacitación en la Escuela Superior de Guerra Interamas en París.
En marzo de 1991, cuando regresó a Bamako donde encontró un país convulso por las huelgas y marchas populares sangrientamente reprimidas exigiendo la dimisión de Traoré y la instauración del multipartidismo. Participó en el derrocamiento del dictador Moussa Traoré. Irrumpió en la crisis encabezando un golpe de Estado que puso fin a los más de 22 años de gobierno dictatorial de Traoré. 
Asumió las funciones de jefe de Estado durante la transición democrática, en sus primeras decisiones Touré ordenó arrestar al mandatario derrocado y creó un Consejo Nacional de Reconciliación, el cual suspendió la Constitución, disolvió el Gobierno y proscribió el partido único, la Unión Democrática del Pueblo Maliense (UPDM). El CNR dio paso a un Comité de Transición para la Salvación del Pueblo (CTSP), una junta cívico-militar formada por veinticinco miembros (dos de ellos representantes de los tuaregs, presidida por Touré, el cual nombró el 2 de abril un Gobierno mayoritariamente civil dirigido por una personalidad respetada Soumana Sacko, el 7 de abril aprobó el multipartidismo. Siguiendo el programa de transición de catorce meses elaborado por Touré y sus colaboradores, se celebró la Conferencia Nacional entre el 19 de julio y el 12 de agosto, en la que 1800 delegados aprobaron el borrador de una Constitución democrática, una carta de partidos políticos y un código electoral. 
Sus adversarios políticos veían entonces en él un dictador más, que se iba a quedar en el trono, pero en 1992, tal y como había prometido, organiza los procesos electorales para la instauración democrática: referéndum constitucional el 12 de enero, comicios municipales el 19 de enero, comicios a la Asamblea Nacional el 23 de febrero y el 8 de marzo, y comicios a la Presidencia de la República también a dos vueltas el 12 y el 26 de abril, a las que no se presenta, pese a que su elevada popularidad le hubiera otorgado la victoria con toda probabilidad. 
Antes de ceder la jefatura del Estado, Touré se dedicó a varias campañas de prevención e higiene, encarando el problema de las enfermedades endémicas causadas por los parásitos. Resolvió el conflicto armado con los cuatro movimientos y frentes de Azawad, accediendo a su reclamación de un estatuto especial para las áreas del norte que concentran una minoría tuareg, por el Pacto Nacional firmado en Bamako el 11 de abril. Suscribió, además, un Pacto Social con las centrales sindicales sobre la mejora de las condiciones laborales.
El 8 de junio, sometiéndose al resultado, cedió el poder al presidente electo Alpha Oumar Konaré de la Alianza por la Democracia en Malí (ADEMA), rematando un proceso de normalización democrática elogiado por la comunidad internacional. 
En ese momento, mantuvo su rango militar, pero se empezó a dedicar esencialmente a actividades de desarrollo en diferentes puntos del país. Encabezó el programa gubernamental de erradicación de la dracunculosis, enfermedad causada por el gusano de Guinea y que se transmite por contacto con aguas infectadas por sus larvas. Gracias a sus relaciones públicas en Estados Unidos consiguió una importante financiación de la Agencia de este país para el Desarrollo Internacional (USAID) y el copatrocinio del citado programa sanitario por el Centro que dirige el expresidente Jimmy Carter.

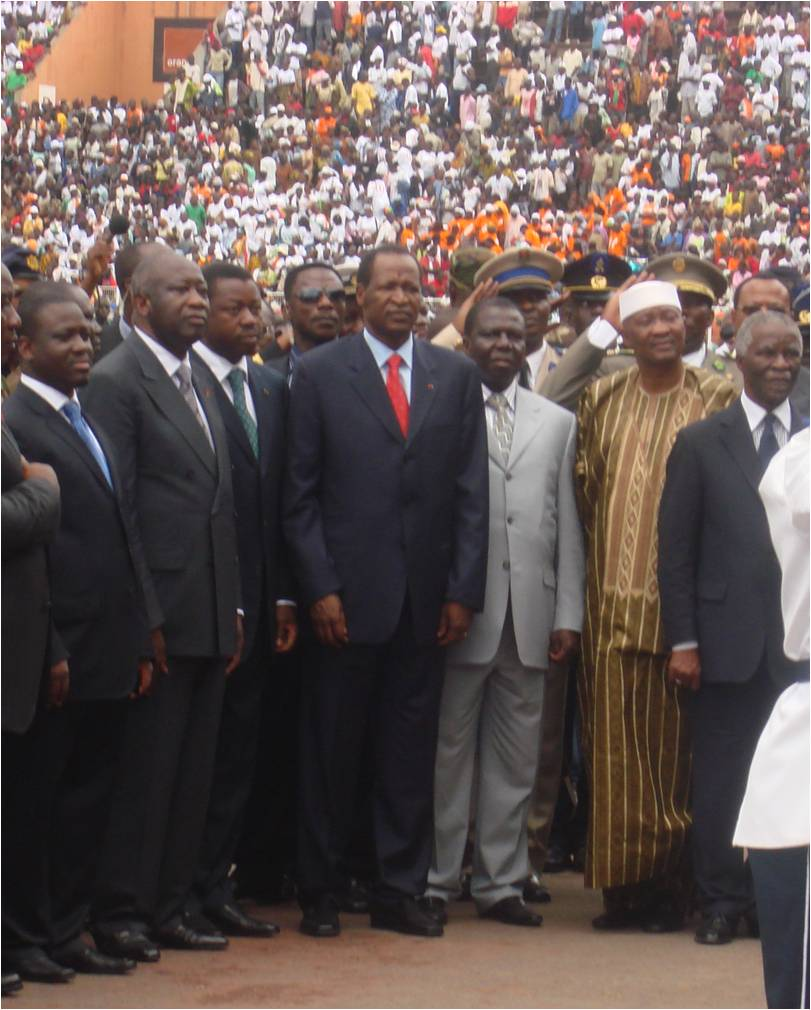
ATT junto a otros líderes Africanos en 2007.

En 1993 puso en marcha en Malí la Fundación por la Infancia, y en mayo de 1994 fue nombrado en Senegal presidente de la Red Interafricana para los Niños de la Calle. En julio de 1996 la Organización Mundial de la Salud (OMS) le encomendó la dirección de su Comité Internacional para una África Liberada de la Poliomielitis y en octubre de 1997 el Gobierno lo pone al cargo de esta campaña de vacunaciones masivas.
Además de estas acciones en el ámbito humanitario, Touré ha destacado en política internacional como mediador de conflictos en África. En 1993 participó en la resolución del conflicto de Burundi representando en el Centro Carter y en 1995 fue designado facilitador en la crisis política y étnica de la región de los Grandes Lagos, en la que estaban implicados Ruanda, Burundi y el entonces Zaire. En 1996 dirigió la misión de observadores de la Organización para la Unidad Africana (OUA) en el proceso constitucional de Argelia, desde entonces se centró en esta organización y personalizó los esfuerzos de paz en la crisis de los motines militares en la República Centroafricana. 
Desde entonces, Touré participó en los eventos internacionales relacionadas con la cooperación al desarrollo y las pandemias. En marzo de 2000 acogió en París La Carta de la Tierra, junto al ruso Mijaíl Gorbachov y el neerlandés Ruud Lubbers. 
En septiembre de 2001, pidió y obtuvo la jubilación anticipada del ejército, asumiendo la condición civil, después de haber llegado a la ascensión de general de Ejército, el mayor escalafón malí. Touré fue propuesto como candidato a las elecciones presidenciales de 2002 por diversas asociaciones de ciudadanos malís. Decide lanzarse a la vida política y el 10 de marzo de 2002 anuncia oficialmente en un mitin en Sikasso su candidatura a las elecciones del 28 de abril. Sin partido propio y por el momento sin el aval de ninguna fuerza política se inscribe como candidato independiente. En la primera vuelta del 28 de abril de 2002, se coloca en primera posición con el 28 % de los votos, seguido por Cissé con el 22,7 % y con el 20,7 % de Keita. En la segunda vuelta, celebrada el 12 de mayo, Touré se impuso con un claro 64,35 % de los votos a Cissé; el índice de participación fue del 30 %.

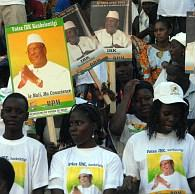
Concentración de afectos a ATT en 2007.

El 8 de junio de 2002, Touré tomó posesión de su mandato por cinco años ante la presencia de once presidentes del África francófona como el primer presidente electo desde la independencia 42 años atrás que recibía el mandato de otro presidente electo. En su discurso con un intento de aquietar los ánimos por el desarrollo caótico y las imputaciones de fraude en las dos vueltas electorales, rindió tributo a Konaré, incluso a Traoré que seguía en prisión en cumplimiento de sus condenas por asesinato y corrupción y que acababa de rechazar el perdón presidencial. En un claro espíritu de conciliación, y fiel a su ejemplo, forma un gobierno incluyendo a varios de sus rivales políticos.

## Golpe militar

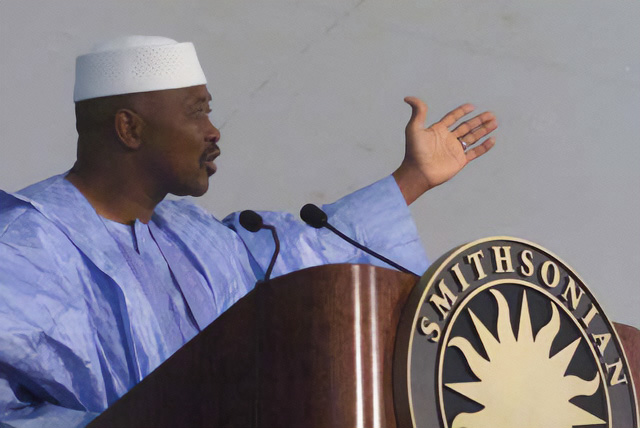
Amadou Toumani Touré

El 21 de marzo de 2012 un grupo de militares derrocó a Touré a través de un golpe de Estado; los militares golpistas, que justificaron su acción por el insuficiente apoyo de Touré y su gobierno a los militares en su lucha contra los guerrilleros separatistas de etnia tuareg del norte del país, cerraron las fronteras del país y formaron una junta militar de gobierno. Sin embargo militares leales a Touré afirmaron que éste se encontraba en una base militar acompañado de miembros de la unidad élite de la guardia presidencial (Los Boinas Rojas) intentando resistir al golpe militar.

## Fallecimiento
Falleció en Turquía el 10 de noviembre de 2020 a los 72 años, a causa de un accidente cerebrovascular.

## Premios y reconocimientos
Además de varias condecoraciones civiles de su país y otros estados africanos, Touré recibió en 1994 el premio de la Asociación S.O.S. Injusticia Internacional y en 1996 el premio de África al Liderazgo en la causa de la Erradicación del Hambre que otorga la ONG estadounidense Hunger Project, así como el diploma a la Promoción de la Cultura y la Democracia en África, concedido por el Observatorio Panafricano de la Democracia (OPAD) con sede en Lomé, Togo. En 1998 el Gobierno francés le nombró gran oficial de la Legión de Honor.